# Mistrzostwa Świata w Łyżwiarstwie Szybkim w Wieloboju 1896
4. Mistrzostwa Świata w Łyżwiarstwie Szybkim w Wieloboju odbyły się w dniach 7–8 lutego 1896 roku w Petersburgu, stolicy Imperium Rosyjskiego. Zawodnicy startowali na naturalnym lodowisku w Parku Jusupowskim. W zawodach wzięli udział tylko mężczyźni. Zawodnicy startowali na czterech dystansach: 500 m, 1500 m, 5000 m, 10000 m. Mistrzem zostawał zawodnik, który wygrywał trzy z czterech dystansów. Po raz trzeci tytuł mistrzowski wywalczył Holender Jaap Eden. Srebrnych i brązowych medali nie przyznawano. Miejsca pozostałych zawodników są nieoficjalne.

## Uczestnicy
W zawodach wzięło udział 14 łyżwiarzy z 3 krajów. Sklasyfikowanych zostało 4.
| Państwa biorące udział w mistrzostwach | Państwa biorące udział w mistrzostwach | Państwa biorące udział w mistrzostwach |
| -------------------------------------- | -------------------------------------- | -------------------------------------- |
| Cesarstwo Niemieckie                   | Imperium Rosyjskie                     | Holandia                               |

## Wyniki
- DNF – nie ukończył, DNS – nie wystartował, f – wywrócił się

| Pozycja | Zawodnik              | Kraj                 | 500 m        | 5000 m       | 1500 m       | 10000 m      |
| ------- | --------------------- | -------------------- | ------------ | ------------ | ------------ | ------------ |
| 01 !    | Jaap Eden             | Holandia             | 50.2 (1.)    | 9:03.2 (1.)  | 2:36.2 (1.)  | 18:52.4 (1.) |
| (2.)    | Gustaf Estlander      | Imperium Rosyjskie   | 53.8 (3.)    | 9:42.4 (2.)  | 2:44.2 (2.)  | 19:57.4 (2.) |
| (3.)    | Johan Wink            | Imperium Rosyjskie   | 55.0 (7.)    | 9:48.6 (3.)  | 2:54.4 (6.)  | 20:12.2 (3.) |
| (4.)    | Nikołaj Fiodorow      | Imperium Rosyjskie   | 1:00.8 (10.) | 11:01.2 (8.) | 3:12.6 (11.) | 23:11.6 (5.) |
| DNF     | N. Obuchow            | Imperium Rosyjskie   | 58.8 (9.)    | 10:59.0 (7.) | 3:08.2 (10.) | DNF          |
| DNS     | Siergiej Muller       | Imperium Rosyjskie   | 54.2 (4.)    | 10:03.2 (4.) | 2:49.2 (4.)  | 59:59.9 !    |
| DNS     | Władimir Gumbin       | Imperium Rosyjskie   | 1:03.2 (11.) | 11:19.8 (9.) | 3:18.2 (12.) | 59:59.9 !    |
| DNF     | A. Nikołajew          | Imperium Rosyjskie   | 56.6 (8.)    | 59:59.9 !    | DNF          | 59:59.9 !    |
| DNF     | M. Pfeffer            | Imperium Rosyjskie   | DNF          | 10:48.0 (6.) | 3:04.6 (9.)  | 59:59.9 !    |
| DNS     | Eduard Fołlenwiejdier | Imperium Rosyjskie   | 54.6 (5.)    | 59:59.9 !    | 9:59.9 !     | 59:59.9 !    |
| DNS     | Aleksandr Papikin     | Imperium Rosyjskie   | 52.8 (2.)    | 59:59.9 !    | 2:54.4 (6.)  | 59:59.9 !    |
| DNS     | Piotr Kusminski       | Imperium Rosyjskie   | 54.8 (6.)    | 59:59.9 !    | 2:53.2 (5.)  | 59:59.9 !    |
| DNS     | Julius Seyler         | Cesarstwo Niemieckie | 59.9 !       | 59:59.9 !    | 2:44.2 (2.)  | 59:59.9 !    |
| DNS     | H. Roos               | Imperium Rosyjskie   | 59.9 !       | 10:12.6 (5.) | 2:56.0 (8.)  | 21:05.6 (4.) |